# Edward C. Stokes

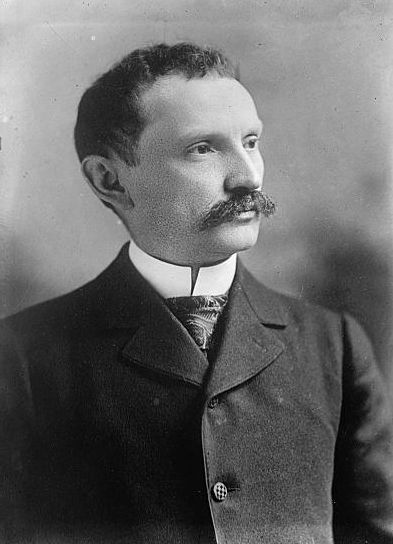
Edward C. Stokes

Edward Casper Stokes (* 22. Dezember 1860 in Philadelphia, Pennsylvania; † 4. November 1942 in Trenton, New Jersey) war ein US-amerikanischer Politiker und von 1905 bis 1908 Gouverneur des Bundesstaates New Jersey.

## Frühe Jahre und politischer Aufstieg
Edward Stokes besuchte die Friends School in Rhode Island und danach bis 1883 die Brown University in Providence. Danach wurde er im Bankgewerbe tätig. Zwischen 1889 und 1898 war er auch Schulrat in Milville. Stokes war Mitglied der Republikanischen Partei. Zwischen 1891 und 1892 war er Abgeordneter in der New Jersey General Assembly; von 1892 bis 1901 gehörte er dem Staatssenat an, wobei er 1895 dessen Präsident war. 1902 bewarb er sich erfolglos um einen Sitz im US-Senat. Im Jahr 1900 war er stellvertretender Vorsitzender seiner Partei in New Jersey. Von 1901 bis 1905 war er an einem Kanzleigericht angestellt. Am 8. November 1904 wurde zum Gouverneur seines Staates gewählt.

## Gouverneur von New Jersey und weiterer Lebenslauf
Edward Stokes trat seine dreijährige Amtszeit am 17. Januar 1905 an. In seiner Regierungszeit wurden die Eisenbahngesellschaften in New Jersey höher besteuert und einige Reformgesetze verabschiedet. Aufgrund einer Verfassungsklausel durfte er 1907 nicht direkt wieder kandidieren. Damit schied er am 21. Januar 1908 aus seinem Amt aus. Im Jahr 1912 unternahm er einen zweiten, ebenfalls erfolglosen, Versuch in den US-Senat gewählt zu werden und 1913 scheiterte eine erneute Kandidatur für das Amt des Gouverneurs von New Jersey. Zwischen 1919 und 1927 war Stokes Vorsitzender seiner Partei in New Jersey. Ein weiterer Anlauf auf einen Sitz im US-Senat scheiterte 1928. Im Jahr 1936 war er Vorsitzender des republikanischen Parteitages in New Jersey.
Stokes war Präsident der Mechanics National Bank in Trenton und der Bankiersvereinigung von New Jersey. Der Börsenzusammenbruch im Oktober 1929 traf Stokes schwer. Er verlor viel Eigenkapital. Aus diesem Grunde bot ihm der Staat New Jersey im Jahr 1939 eine Pension von 2500 Dollar im Jahr an. Dieses Angebot lehnte Stokes ab. Stattdessen wurde er Berater des Ministeriums für Öffentlichkeitsarbeit (New Jersey’s Public Information Office). Edward Stokes starb im November 1942.